# Pteranodonty
Pteranodonty, pteranodony (Pteranodontidae) – rodzina dużych pterozaurów zamieszkujących Amerykę Północną w okresie kredy. Funkcjonuje też synonimiczna nazwa Ornithostomatidae (Williston, 1893)
Zwierzęta te posiadały na głowach charakterystyczne wydłużone grzebienie kostne.

## Rodzaje
- Bogolubovia
- Nyctosaurus
- Pteranodon (rodzaj typowy)
- Ornithostoma
- Muzquizopteryx